# Ancipitia
Ancipitia es un género de orquídeas originario de Suramérica, compuesto de unas 28 especies. Este género fue considerado una vez como parte integrante de Pleurothallis y, desde su publicación en el 2004 como un género segregado, aunque aún no está totalmente aceptado en todos los foros botánicos.

## Descripción
La mayoría de las características de Ancipitia corresponden con las de Pleurothallis, uno de sus caracteres diferenciadores son sus anteras que son más grandes y redondas 

## Taxonomía
El género fue descrito por Carlyle A. Luer y publicado en Monographs in Systematic Botany from the Missouri Botanical Garden 95: 254. 2004.

## Especies
- Ancipitia anceps (Luer) Luer
- Ancipitia anthrax (Luer & R. Escobar) Luer
- Ancipitia caniceps (Luer) Luer
- Ancipitia caprina (Luer & R. Escobar) Luer
- Ancipitia condorensis (Luer & Hirtz) Luer
- Ancipitia crocodiliceps (Rchb. f.) Luer
- Ancipitia cypelligera (Luer & Hirtz) Luer
- Ancipitia driessenii (Luer) Luer
- Ancipitia dunstervillei (Foldats) Luer
- Ancipitia duplex (Luer & R. Escobar) Luer
- Ancipitia eumecocaulon (Schltr.) Luer
- Ancipitia furcifera (Luer) Luer
- Ancipitia glochis (Luer & R. Escobar) Luer
- Ancipitia gratiosa (Rchb. f.) Luer
- Ancipitia harpago (Luer) Luer
- Ancipitia inornata (Luer & Hirtz) Luer
- Ancipitia jimii (Luer) Luer
- Ancipitia londonoi (Luer) Luer
- Ancipitia membracidoides (Luer) Luer
- Ancipitia niveoglobula (Luer) Luer
- Ancipitia odobeniceps (Luer) Luer
- Ancipitia onagriceps (Luer & Hirtz) Luer
- Ancipitia praecipua (Luer) Luer
- Ancipitia solium (Luer) Luer
- Ancipitia spathulipetala (Luer) Luer
- Ancipitia tetragona (Luer & R. Escobar) Luer
- Ancipitia viduata (Luer) Luer
- Ancipitia vorator (Luer & R. Vasquez) Luer